# Цанкави

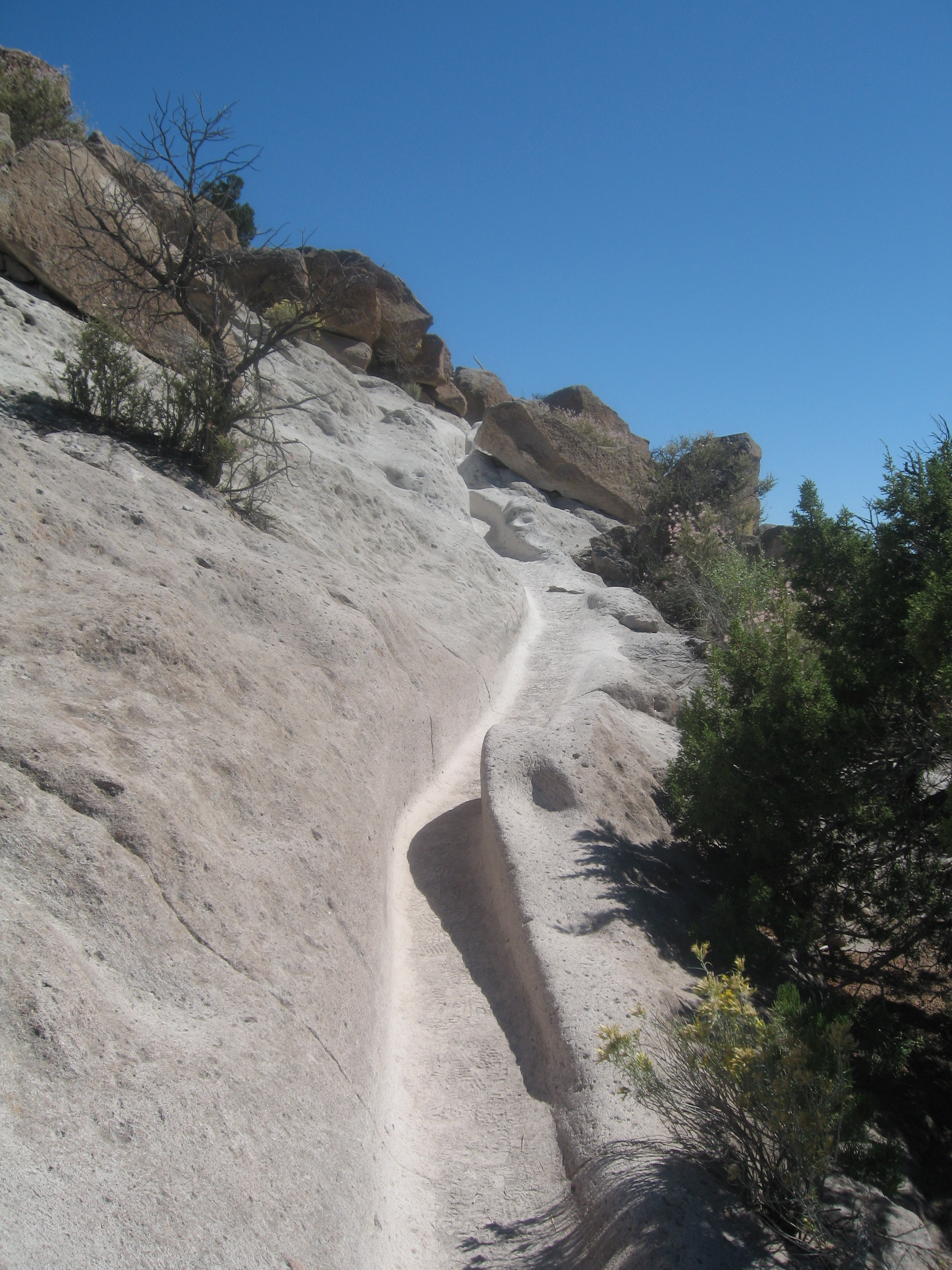
Дорожка, проложенная в мягкой туфовой породе Цанкави.

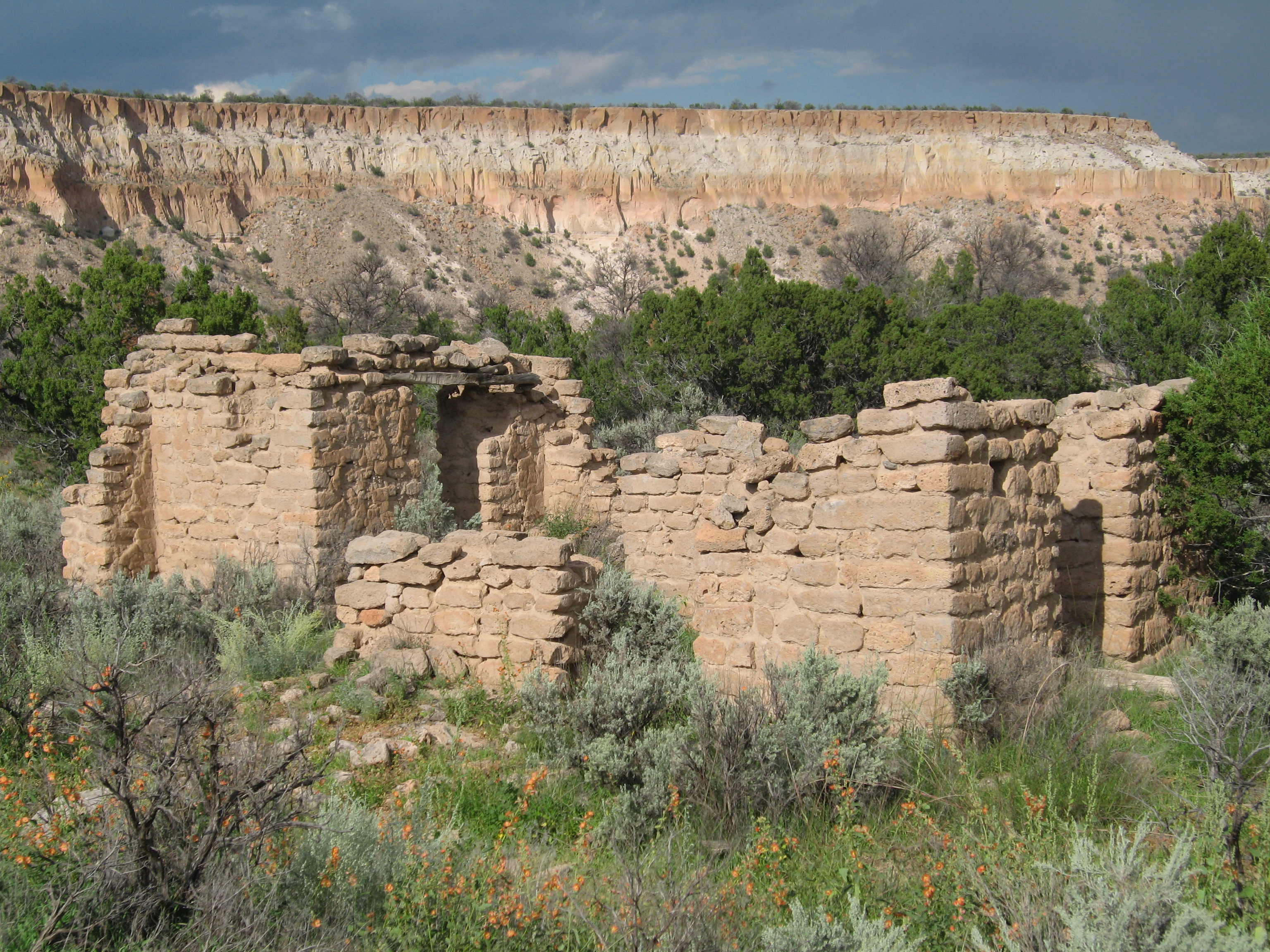
Руины Замка Герцогини.

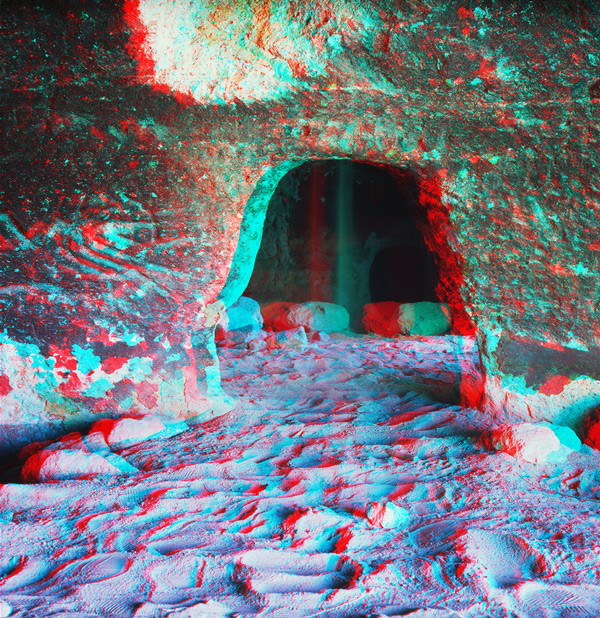
Пещера в Цанкави, трёхмерная фотография.

Цанкави (англ. Tsankawi) — отдельно лежащий участок Национального памятника Бандельер в штате Нью-Мексико близ поселения Уайт-Рок. Здесь находятся многочисленные, ещё не изученные археологами руины древних пуэбло, пещеры, вырубленные в мягкой туфовой породе, и петроглифы. 
Название Tsankawi — это искажённое европейцами выражение языка индейцев тева saekewikwaje onwikege, что примерно означает «деревня между 2 каньонами, где растёт группа шипастых кактусов», или, проще, san-ke-wii «шип опунции».
Согласно археологическим данным, Цанкави был сооружён в начале 15 века и населён до конца 16 века — до конца «Классического периода Рио-Гранде». Дендрохронологический анализ (по кольцам деревьев) показывает, что в конце 16 века произошла серьёзная засуха. Жители ряда соседних поселений-пуэбло народа тева, в том числе Сан-Ильдефонсо, Санта-Клара, Похоаке и Тесуке возводят своё происхождение к Цанкави и ряду близлежащих древних поселений.
К северо-востоку от Цанкави находятся руины дома и школы, построенных баронессой Верой фон Блюменталь и её подругой Розой Дуган в 1918 году. Здесь они обучали местных индейцев-пуэбло современным достижениям керамического искусства с тем, чтобы индейцы могли зарабатывать на жизнь, продавая свою керамику, которая до тех пор изготавливалась по весьма примитивной и трудоёмкой технологии.